# Barátszabadi
Barátszabadi (1899-ig Barát-Lehota, szlovákul Mníchova Lehota) község Szlovákiában, a Trencséni kerületben, a Trencséni járásban.

## Fekvése
Trencséntől 6 km-re délre fekszik.

## Története
1269-ben említik először.
A 18. század végén Vályi András így ír róla: „LEHOTA. Barát Lehota. Tót falu Trentsén Várm. földes Ura G. Illésháy Uraság, lakosai katolikusok, fekszik Inovetz hegye alatt, Rákótzinak idejekor innen nem meszsze tsatáztak a’ Magyarok, a’ Németekkel; határja jó, javai külömbfélék.”
Fényes Elek 1851-ben kiadott geográfiai szótárában így ír a faluról: „Lehota (Barát), (Mnichova Lehota), tót falu, Trencsén vagy most A. Nyitra vmegyében, 458 kath., 28 evan., 12 zsidó lak. Kath. filial. templom. Határja igen hegyes, erdős, és sovány. F. u. a báni uradalom.”
A trianoni békéig Trencsén vármegye Trencséni járásához tartozott.

## Népessége
| Év:            | 1994. | 2004.   | 2014.    | 2024.   |
| -------------- | ----- | ------- | -------- | ------- |
| Emberek száma: | 1116  | 1115    | 1235     | 1217    |
| Eltérés:       |       | -0,08 % | +10,76 % | -1,45 % |

| Év:            | 2023. | 2024.   |
| -------------- | ----- | ------- |
| Emberek száma: | 1225  | 1217    |
| Eltérés:       |       | -0,65 % |

1880-ban 542 lakosából 489 szlovák, 16 német, 14 más anyanyelvű és 23 csecsemő volt. Ebből 490 római katolikus, 39 evangélikus és 13 zsidó vallású.
1910-ben 739 lakosából 704 szlovák, 7 német, 3 magyar és 25 más anyanyelvű volt.
2001-ben 1079 lakosából 1031 szlovák volt.
2011-ben 1212 lakosából 1153 szlovák, 5 cseh, 2 magyar, 1-1 ruszin és más nemzetiségű és 50 ismeretlen nemzetiségű volt.